# Юсис, Иван Францевич
Ива́н Фра́нцевич Ю́сис, также Иванас Юсис (лит. Ivanas Jusys, 1891—1931) — сотрудник ВЧК / ГПУ / ОГПУ. Начальник личной охраны Ф. Э. Дзержинского (до июля 1926) и И. В. Сталина (1927—1931). Кавалер ордена Красного знамени (1927).

## Биография
Родился в 24 декабря 1891 г в деревне Алаты Ковенской губернии (ныне - Купишский район, Литва) в семье заводского крестьянина-бедняка.
С ранних лет ушёл в город на работу. До 1913 года работал электромонтёром на разных заводах. В начале Февральской революции активно работал в воинских частях при литовском исполнительном комитете. В сентябре 1917 года в Петрограде вступил в РСДРП(б) и в марте 1918 года направлен на работу в ВЧК.
С октября 1923 года — комиссар особых поручений Спецотделения коллегии ОГПУ, затем Оперативного отдела ОГПУ. До июля 1926 года выполнял обязанности начальника личной охраны Ф. Э. Дзержинского, с 10 июня 1927 г. — И. В. Сталина (личный телохранитель).
Скончался от инфаркта в 12 часов дня 2 февраля 1931 года в Москве. Был кремирован и похоронен в закрытом колумбарии на Новом Донском кладбище города Москвы. Урна с прахом супругов Юсис удалена из закрытого колумбария родственниками, нынешнее её нахождение неизвестно.

## Награды и почётные звания
- Почётный работник ВЧК-ОГПУ[1]
- Орден Красного Знамени (постановление Президиума ЦИК СССР от 14.12.1927[4])

## Семья
- Жена: Юсис Роза Павловна (1900—1950)
- Дочь: Юсис Ада Ивановна (род. 1918 или 1921 годах-?[5])